# Elecciones legislativas de Guinea Ecuatorial de 2004
Las elecciones legislativas de Guinea Ecuatorial de 2004 se celebraron el 25 de abril de ese año. El Partido Democrático de Guinea Ecuatorial del Presidente Teodoro Obiang Nguema Mbasogo, fue el más votado, consiguiendo 68 de los 100 escaños en la Cámara de los Representantes del Pueblo.

## Resultados
| Partido | Votos                 | Porcentaje        | Escaños  |
| --- | --------------------- | ----------------- | -------- |
| Partido Democrático de Guinea Ecuatorial y aliados Partido Democrático de Guinea Ecuatorial Oposición Democrática | 185.714 99.892 85.822 | 91,82 49,39 42,43 | 98 68 30 |
| Convergencia para la Democracia Social                                                                            | 12.202                | 6,03              | 2        |
| Otros partidos | 4.353                 | 2,15              |          |
| Total de votos | 202.269               | 100               | 100      |
| Fuente: African Elections Database                                                                                |                       |                   |          |